# سی-۲۹۵
ای‌اِی‌دی‌اس سی‌اِی‌اس‌اِی سی-۲۹۵ (به انگلیسی: EADS CASA C-295) یک هواپیمای دوموتوره توربوپراب ترابری نظامی و تاکتیکی است که در حال حاضر توسط ایرباس دیفنس اند اسپیس در اسپانیاتولید می‌شود.
سی-۲۹۵ توسط نیروهای مسلح ۱۵ کشور به خدمت گرفته شده‌است. ۱۳۴ فروند از این هواگرد تا اوت ۲۰۱۵ به کار گرفته شده که دو فروند از آن طی حادثه از بین رفته‌است. 

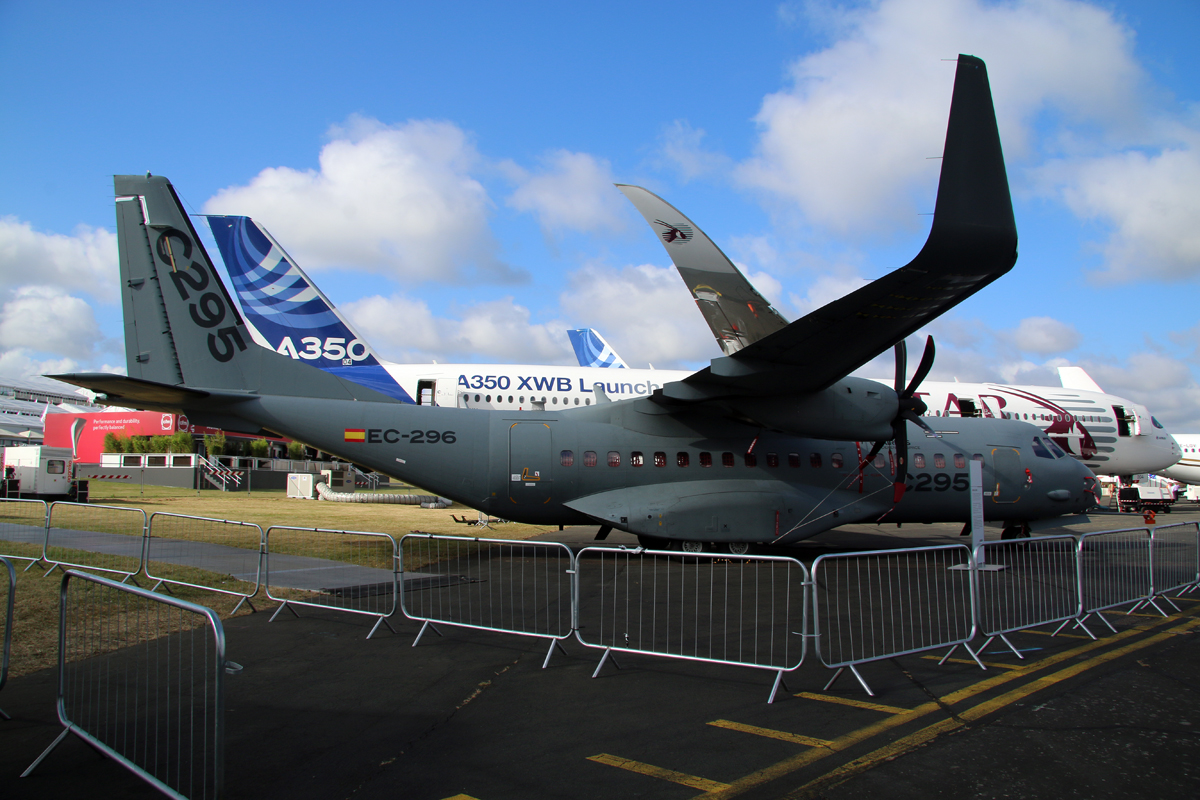
نمونه اولیه سی-۲۹۵ دبلیو در نمایشگاه هوایی فارن‌بورو (۲۰۱۴)

## کاربران

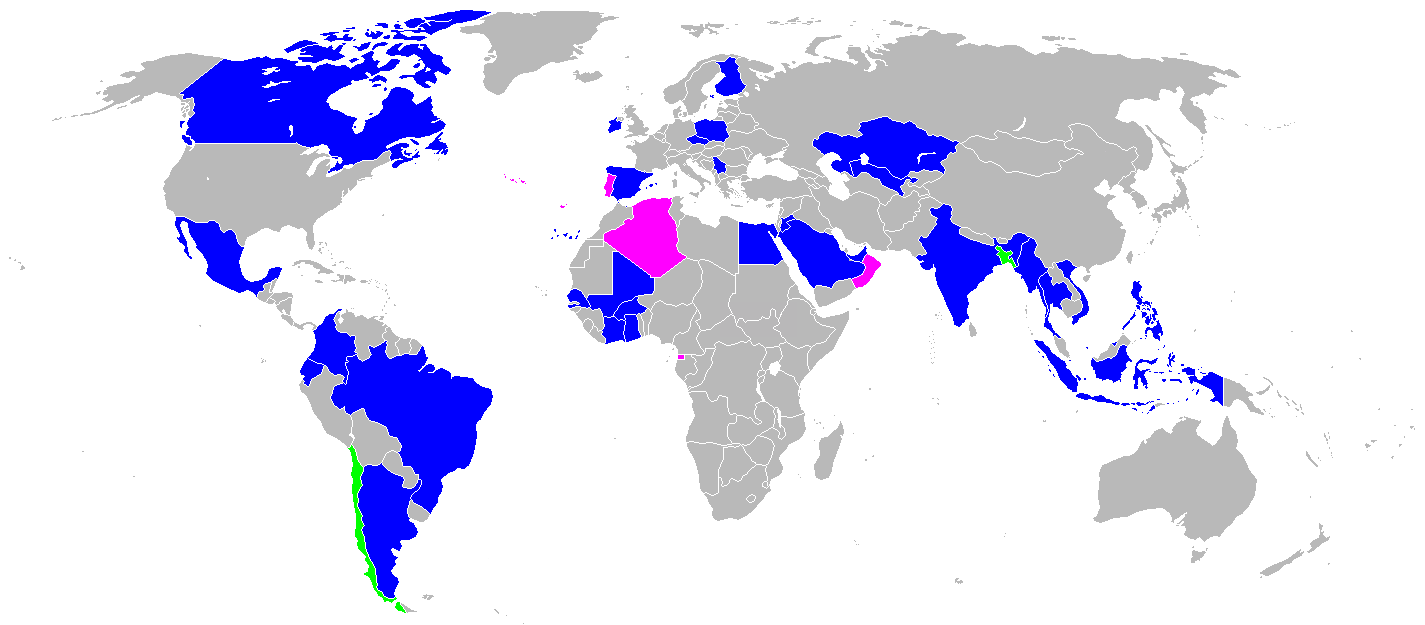
کاربران سی-۲۹۵ در جهان:

EADS CASA C-295

الجزایر
 آنگولا
 بنگلادش
 برزیل
 کانادا
 شیلی
 کلمبیا
 جمهوری چک
 اکوادور
 مصر
 گینه استوایی
 فنلاند
 غنا هند
 اندونزی
 ساحل عاج
 اردن
 قزاقستان
 مالی
 مکزیک
 عمان
 فیلیپین
 لهستان
 پرتغال
 عربستان سعودی
 اسپانیا
 تایلند
 امارات متحده عربی
 ازبکستان
 ویتنام